# Natsumi Sakai
Natsumi Sakai –en japonés, 酒井夏海, Sakai Natsumi– (Saitama, 19 de junio de 2001) es una deportista japonesa que compite en natación. Ganó una medalla de bronce en el Campeonato Pan-Pacífico de Natación de 2018, en la prueba de 4 × 100 m estilos.

## Palmarés internacional
| Campeonato Pan-Pacífico | Campeonato Pan-Pacífico | Campeonato Pan-Pacífico | Campeonato Pan-Pacífico |
| Año                     | Lugar                   | Medalla                 | Prueba                  |
| ----------------------- | ----------------------- | ----------------------- | ----------------------- |
| 2018                    | Tokio (Japón)           | Medalla de bronce       | 4 × 100 m estilos       |